# Zaglyptonotus
Zaglyptonotus is een geslacht van vliesvleugeligen uit de familie Torymidae. De wetenschappelijke naam van dit geslacht is voor het eerst geldig gepubliceerd in 1914 door Crawford.

## Soorten
Het geslacht Zaglyptonotus omvat de volgende soorten:
- Zaglyptonotus bruchi (Girault, 1917)
- Zaglyptonotus mississippiensis Breland, 1938
- Zaglyptonotus schwarzi Crawford, 1914